# Omega Capricorni
Omega Capricorni (ω Cap) ist ein Stern im Sternbild Steinbock. Er hat eine scheinbare Helligkeit von 4,1 mag und seine Entfernung beträgt ca. 550 Lichtjahre.
Der Stern bewegt sich für Beobachter auf der Erde mit einer Eigenbewegung von etwa 9 Millibogensekunden/Jahr über den Himmel. Bei seiner Entfernung entspricht dies einer Geschwindigkeit von etwa 7 km/s, während er sich zusätzlich mit einer Geschwindigkeit von 9 km/s von uns entfernt. Im Raum bewegt sich der Stern demnach mit einer Geschwindigkeit von etwa 12 km/s relativ zu unserer Sonne.
Bei dem Stern handelt es sich um einen rot-orangen Riesenstern mit fast 7-facher Masse, 48-fachem Durchmesser und 3800-facher Leuchtkraft der Sonne. Seine effektive Oberflächentemperatur liegt bei 4000 K.
Omega Capricorni wird gelegentlich mit dem Eigennamen „Baten al-Giedi“ (von arabisch بطن الجدي, DMG baṭn al-ǧady ‚Bauch des Ziegenböckchens‘) bezeichnet.

## Wissenschaftliche Untersuchung
Omega Capricorni gehört zur seltenen Gruppe der Bariumsterne unter den roten Riesen, die in ihrem Emissionsspektrum ungewöhnlich starke Linien des einfach ionisierten Bariums und anderer Elemente zeigen. Fast alle Barium-Sterne sind Komponenten eines Doppelsternsystems, wo sie von einem Weißen Zwerg umkreist werden, der nicht direkt beobachtet werden kann. Dies ist wahrscheinlich auch der Fall bei Omega Capricorni. In einer Untersuchung von 1991 wurde der Stern in die Klasse Ba 0,5 eingestuft, er zählt somit zu den schwachen Barium-Sternen.